# 札幌シネマフロンティア
札幌シネマフロンティア（さっぽろシネマフロンティア、Sapporo Cinema Frontier）は、札幌駅の駅ビル札幌ステラプレイスセンター7階に位置する複合施設型シネマコンプレックス。

## 略歴・概要
2003年2月22日、『ロード・オブ・ザ・リング/二つの塔』の上映で先行オープンし、同年3月6日にグランドオープン。2013年3月で開業10周年を迎えた。
1999年、同所にAMCシアターズ進出の動きがあったため、AMCに出られたら終わりだと同社の進出を阻止するため、当時の岡田茂東映会長ら、東映、東宝、松竹のトップが手を握り、日本で初めて、大手映画会社3社が共同経営するシネコンとして誕生した。開業後、TOHOシネマズ（東宝）、松竹マルチプレックスシアターズ（松竹）、ティ・ジョイ（東映）の共同事業体共同事業体『札幌シネマフロンティア株式会社』が運営していたが、2012年3月1日付でTOHOシネマズ株式会社に運営委託された。ただし現時点でシネマイレージやvitなどのサービスは行われていない。2016年2月27日にリニューアルオープン。

### 運営・経営
『TOHOシネマズ／東宝』（出資率50%）、『松竹マルチプレックスシアターズ／松竹』（出資率30%）、ティ・ジョイ（出資率20%）による共同事業体『札幌シネマフロンティア株式会社』の運営だったが解散となり、2012年3月1日以降はTOHOシネマズへ運営が委託されているが、現在も3社による共同経営は継続されている。
- 2003年（平成15年）3月6日 - 共同事業体『札幌シネマフロンティア株式会社』運営によって開館。
- 2006年（平成18年）10月1日 - 東宝直営館のTOHOシネマズ移管に伴い、出資元が東宝からTOHOシネマズとなる。
- 2011年（平成23年）3月1日 - 松竹直営劇場のSMT完全移管に伴い、出資元の松竹が松竹マルチプレックスシアターズとなる。
- 2012年（平成24年）3月1日 - 共同事業体を解散し、運営がTOHOシネマズに委託される[3]。

## 特徴
- スクリーン数は12、総座席数は2,705席。シアターという天井の高い空間を確保するため、7階だけではなく8階の空間もまたがって使用している。札幌にあるシアターとしては、駅直結であることや新設から間もないことを理由として非常に人気が高い。
- コンセッションではコカ・コーラを販売している。
- 3D上映はソニーデジタルシネマ3D（RealD方式）を採用している。

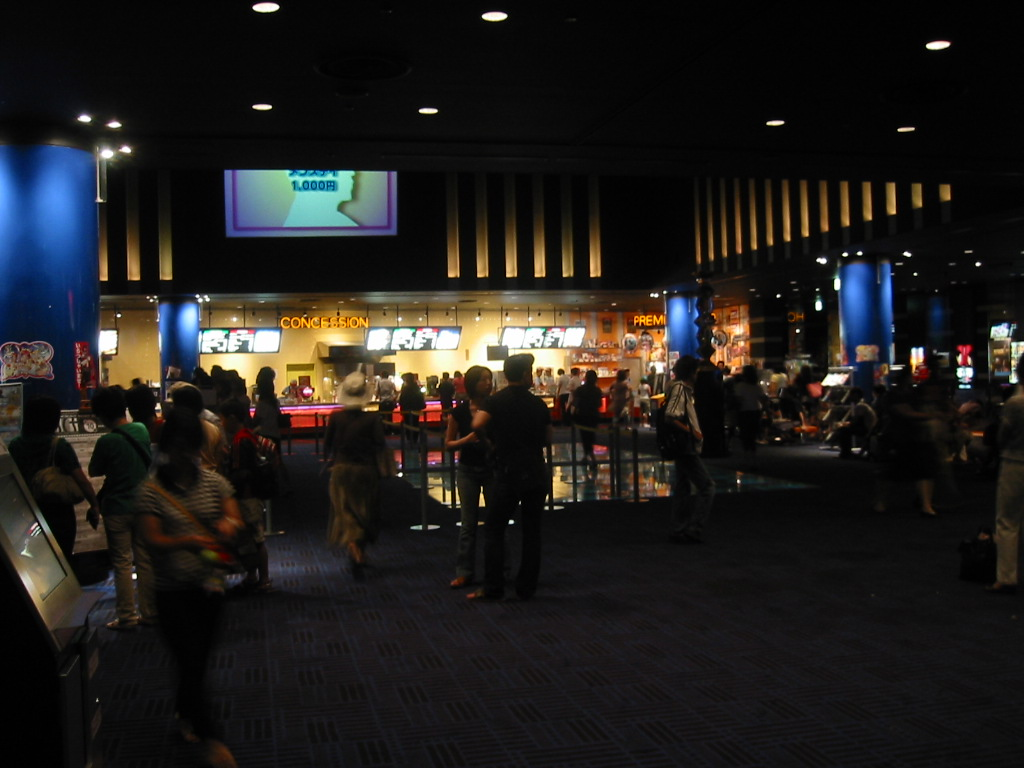
正面には売店（コンセッション）が、左手には券売り場（チケットボックス）が、右手にはエントランスがある

## システム
35mmフィルムでの上映ではなく、すべての作品がデジタル上映となっている。

### 映写
開業当時、全シアターのうち3番スクリーン（259席）と8番スクリーン（455席）シアターのみが、フィルム映写ではなくデジタルで映写を行うDLPシステムを採用していたが、2011年12月22日より全シアターがソニーデジタルシネマへと移行された。